# 1992 (album)
Pour les articles homonymes, voir 1992.
Albums de The Game
The Documentary 2.5
(2015) Born 2 Rap
(2019)
Singles
1. All Eyez
Sortie : 20 juin 2016

1992 est le huitième album studio du rappeur américain The Game, sorti en 2016.

## Liste des titres
| 1.    | Savage Lifestyle                           | - Jayceon Taylor - Uforo Ebong - Cory "LoKey" Martin - Invincible | - Bongo - The Chemists Create         | 4:51 |
| 2.    | True Colors / It's On                      | - Taylor - Ebong                                                  | Bongo                                 | 5:34 |
| 3.    | Bompton                                    | - Taylor - Earl Johnson II                                        | JP Did This 1                         | 3:08 |
| 4.    | Fuck Orange Juice                          | - Taylor - Terrace Martin                                         | - Martin - The Game                   | 1:43 |
| 5.    | The Juice                                  | - Taylor - Lorine Bihchia - Martin - Watson - Jonathan Robinson   | - The Chemists Create - Drumz & Rosez | 3:47 |
| 6.    | Young Niggas                               | - Taylor - Sonyae Elise - Martin - Invincible                     | - The Chemists Create                 | 4:08 |
| 7.    | The Soundtrack                             | - Taylor - Kenneth Joseph - Williams Robert Rihmeek               | - Kidd Planet - BC                    | 4:14 |
| 8.    | I Grew Up on Wu-Tang                       | - Taylor - Ebong                                                  | Bongo                                 | 2:55 |
| 9.    | However Do You Want It                     | - Taylor - Ebong                                                  | Bongo                                 | 4:52 |
| 10.   | Baby You                                   | - Taylor - Jason Desrouleaux - Marcello Valenzano - Andre Lyon    | Cool & Dre                            | 5:04 |
| 11.   | What Your Life Like                        | - Taylor - Darius Barnes                                          | Phonix                                | 3:24 |
| 12.   | 92 Bars                                    | - Taylor - Tyler Coomes                                           | Tycoon                                | 5:58 |
| 13.   | All Eyez (featuring Jeremih) (titre bonus) | - Taylor - Valenzano - Lyon - Jeremih Felton - Scott Storch       | Storch                                | 3:35 |
| 53:13 |                                            |                                                                   |                                       |      |

Notes
- True Colors / It's On contient des voix additionnelles d'Osbe Chill.
- The Juice et The Soundtrack contient des voix additionnelles de Lorine Chia.
- Young Niggas contient des voix additionnelles de Sonyae Elise.
- Baby You contient des voix additionnelles de Jason Derulo.

## Samples
- Savage Lifestyle contient des samples de Inner City Blues (Make Me Wanna Holler) de Marvin Gaye et de Black Ego de Digable Planets.
- True Colors / It's On contient des samples de Colors d'Ice-T, Piru Love de Bloods & Crips et de Here I Go de Mystikal.
- Bompton contient des samples de It's Funky Enough de The D.O.C., de 6 in the Mornin’ d'Ice-T et de The Message de Grandmaster Flash and the Furious Five.
- Fuck Orange Juice contient des samples de The Message performed by Grandmaster Flash and the Furious Five et de Check Yo Self d'Ice Cube.
- The Soundtrack contient des samples de I Found the Girl de Toney Fontain.
- I Grew Up On Wu-Tang contient des samples de C.R.E.A.M. du Wu-Tang Clan.
- However Do You Want It contient un sample de Back to Life (However Do You Want Me) de Soul II Soul.

## Classements
| Classements (2016)                        | Meilleure position |
| ----------------------------------------- | ------------------ |
| Allemagne (Media Control AG)              | 91                 |
| Australie (ARIA)                          | 19                 |
| Belgique (Flandre Ultratop)               | 83                 |
| Belgique (Wallonie Ultratop)              | 164                |
| Canada (Canadian Albums)                  | 14                 |
| Écosse (OCC)                              | 43                 |
| États-Unis (Billboard 200)                | 4                  |
| États-Unis (Top Rap Albums)               | 1                  |
| États-Unis (Top R&B/Hip-Hop Albums)       | 1                  |
| Irlande (IRMA)                            | 33                 |
| Nouvelle-Zélande (Heatseeker Albums RMNZ) | 2                  |
| Pays-Bas (Mega Album Top 100)             | 99                 |
| Royaume-Uni (UK Albums Chart)             | 38                 |
| Royaume-Uni (R&B Albums)                  | 1                  |
| Suisse (Schweizer Hitparade)              | 45                 |

| Classements (2016)                            | Meilleure position |
| --------------------------------------------- | ------------------ |
| États-Unis (Billboard Independent Albums)     | 43                 |
| États-Unis (Billboard Top R&B/Hip-Hop Albums) | 75                 |